# ドナルドと山男
『ドナルドと山男』（ドナルドのやまおとこ、原題：Timber）は、ウォルト・ディズニー・プロダクション（現：ウォルト・ディズニー・カンパニー）が製作したアニメーション短編映画作品。1941年6月7日公開。ドナルドダック・シリーズの第27作である。

## あらすじ
ある日、ドナルドが山の中の旅をしていると、製材所のオフィスに食べ物がたくさんあるのを見た。ドナルドはちょうどお腹が空いていたので、食べ物を盗もうとたくらむ。オフィスの中にいたのは、ピートだった。ドナルドが食べ物を盗むのを見るとカンカンに怒り出し、ダイナマイトに火をつける。ドナルドにダイナマイトをもたせると、ドナルドは大爆発し、帽子も洋服も吹き飛んで、裸で真っ黒焦げのローストダックになってしまった。
ピートはドナルドを引きずって、食べ物がほしければ働けと、木を切る仕事を押し付ける。ドナルドはわざと岩で斧を折る。ドナルドは、ピートを呼ぶと「やっぱりダメでした所長さん。壊れちまいました」と折れた斧を見せる。彼はこれでは仕事ができまいと帰ろうとするが、「ここでゆっくりして行け」と呼び止められて、ピートは、斧を直す。
ドナルドは、ブツブツ言いながら斧を振ると、斧の先っぽが抜けてピートの背中の服に当たってしまう。怒ったピートは、ドナルドをにらみ付ける。
ドナルドは、今度はノコギリで木を切る仕事をした。ところが、ノコギリが木に引っかかってグイッと押すと、ドナルドは吹き飛んで、ピートにぶつかる。怒ったピートはまたドナルドをにらみつけると、ピートの服に入ったノコギリを引っ張り出した。ピートはくすぐったくて笑い出してしまう。
ドナルドはノコギリを持ってにげだすと、ノコギリの弾みで体がはねた。その衝撃でピートの頭は地面にめりこんでしまう。怒ったピートは、またドナルドをにらみつけるが、ドナルドは、ノコギリを枝に巻きつけて切り始めた。すると、枝がピートの頭に落ちてきて、ピートはまた地面にめり込んでしまう。カンカンに怒って、ドナルドの尻を蹴飛ばした。すると、ノコギリは、ドナルドの首に挟まってしまう。ドナルドがノコギリを思いっきり引っ張ると、その弾みでドナルドの口ばしがキツツキのように木を切り始めた。その木は、ピートに倒れ掛かってきた。ライオンの様になってしまったピートは怒りの唸り声をあげると、
ドナルドを追いかけ始めた。
ドナルドとピートはトロッコ追いかけっこを始め、ドタバタが始まる。ドナルドはピートに捕まりそうになりながら、必死に逃げ続けた。ピートは、連結棒でドナルドのトロッコの板を一枚ずつ剥ぎ取ると、さらにトロッコの荷台も取ってしまい、ドナルドは車輪だけになってしまった。
ピートは、尖った連結棒を車輪の回転の摩擦で熱を送ると、ドナルドにむかって刺しつけた。しかし、ドナルドは尻尾で連結棒の熱を冷ますと今度は石炭作戦にかかった。ピートのトロッコは石炭に埋もれてしまい、出てきたときは、一輪車のようになっていた。ピートは残った一本の車輪でドナルドを
追いかける。ドナルドは自力で線路の上を走ると、転轍機のポイントを見つけた。ドナルドは、ポイントを切り替えるとピートは切り替えられた線路に入って行き、貨物列車に突っ込んでいった。ドナルドはクスクス笑いながら、ピートにバイバーイと言うと、楽しそうに歌を歌いながら旅を続けるのだった。

## スタッフ
- 製作：ウォルト・ディズニー
- 監督：ジャック・キング
- 作画：エド・ラヴ、ポール・アレン
- 脚本：カール・バークス、ジャック・ハンナ

## キャスト
| キャラクター   | 原語版               | 旧吹き替え版 | 新吹き替え版 |
| -------------- | -------------------- | ------------ | ------------ |
| ドナルドダック | クラレンス・ナッシュ | 関時男       | 山寺宏一     |
| ピート         | ビリー・ブレッチャー | 遠藤征慈     | 大平透       |
| ナレーション   | -                    | 土井美加     | -            |

## カットされたシーン
ピートがめり込んだ顔を出してドナルドをにらみつけて、ドナルドがノコギリを木に巻きつけるシーンと、ノコギリが首に挟まったドナルドがしゃべるシーンは、ビデオ『アニメフェスティバル（旧吹き替え版）』ではカットされている。

## 日本での公開

### 収録
- 『アニメフェスティバル7』（VHS、バンダイ・ホームビデオ、旧吹き替え版）
- 『ディズニー・アニメでレッツ・リラックス』（VHS、ポニー、旧吹き替え版）
- 『ドナルドダック・クロニクル Vol.1 限定保存版』（DVD、ウォルト・ディズニー・スタジオ・ホーム・エンターテイメント、新吹き替え版）

### 放送
- 『ディズニークラシック短編集』（新吹き替え版） - 不定期